# El mentir de los demás
El mentir de los demás es una película muda argentina de 1919, dirigida por Roberto Guidi y protagonizado por Ángel Walk, Olga Casares Pearson, Felipe Farah, Milagros de la Vega y Eloy Álvarez.
Contó en cámara con el prestigioso fotógrafo Alberto J. Biasotti, tuvo escenografía de Eduardo J. Watson y fue producida por la Compañía Cinematográfica Ariel, de la que Guidi había sido uno de los fundadores en 1918.
Este fue el primer film dirigido por el economista, productor y guionista Roberto Guidi, considerado como uno de los primeros intelectuales dedicados seriamente a estudiar el lenguaje cinematográfico.

## Sinopsis
Se trata de una comedia dramática en 6 actos que retrata lo más característico de la vida provinciana argentina. Trata la oposición campo-ciudad en la que se incluye a varios personajes con una meta:
- "Una chica romántica" y soñadora que anhela una vida mejor.
- "El burgués satisfecho" del mundo y de sí mismo.
- "La niña de ciudad", alegre, decidida y pispireta.
- "El hombre apasionado", vicioso, autoritario e impulsivo.
- "La mujer" que dedica su existencia en amargar la vida de los demás.
- "El pobre diablo" a quien mortifica su propia insignificancia.[4]

## Elenco
- Ángel Walk
- Olga Casares Pearson
- Felipe Farah
- Milagros de la Vega
- Sarah Miranda
- Eloy Álvarez
- Yolanda Labardén
- Elena Rivera